# Черето Ланге
Черѐто Ла̀нге (на италиански: Cerretto Langhe; на пиемонтски: Srej dle Langhe, Сърей дъле Ланге) е село и община в Северна Италия, провинция Кунео, регион Пиемонт. Разположено е на 687 m надморска височина. Населението на общината е 466 души (към 2010 г.).